# Alon USA
Alon USA Energy Inc. o Alon USA es una petrolera estadounidense con sede en Dallas, Texas. Principalmente, extrae y refina petróleo en las regiones del sur y el suroeste de los Estados Unidos. Alon USA fue formada después de que Alon Israel Oil company Ltd., la mayor petrolera israelí, comprara más de 1.700 estaciones de extracción, terminales, una refinería y oleoductos de TotalEnergies en Estados Unidos.
El segmento de Refinería y Marketing refina crudo de petróleo y los transforma en productos finales de Alon como gasolina, diésel, queroseno, productos petroquímicos y asfalto entre otros. El segmento principal de mercado de la empresa, no obstante, es la gasolina y el diésel, con presencia en 1250 lugares bajo el nombre de Fina. Los sistemas integrados en Alon USA incluyen un sistema de distribución operando vía acuerdos de rendimiento con otras partes y totalizando aproximadamente 500 millas. El segmento de productos de distribución y la red de terminales consisten en la distribución de 7 productos en unas 840 millas y 6 terminales de producto. El segmento de venta al por menos opera con más de 200 tiendas pequeñas en el Oeste de Texas y en Nuevo México bajo las marcas 7-Eleven y FINA.

## Expansión
Alon USA anunció que comprará la Paramount Petroleum Corp. por 307 millones de dólartes y asumirá la deuda de 100 millones. El trato se cerró en agosto de 2006.
Alon USA también planea comprar los activos de la Edgington Oil Co. por 52 millones de dólares, un trato que se retrasó en firmarse por una petición de la Federal Trade Commission para solicitar información.
Entre los activos de la Paramount estaba una refinería de 54000 barriles por día en Paramount (California) y siete terminales de asfalto. Edgington es una refinería de referencia localizada en Long Beach (California) con una cotizada capacidad de unos 40000 barriles por día.
En julio de 2006 Alon USA cerró la transacción de compra de 40 supermercados de Good Time Stores. Están en proceso de convertir estas tiendas en marcas FINA y 7-Eleven.
En marzo de 2007 Alon USA anunció que la compra de los supermercados Abilene Based Skinny por 70 millones de dólares.